# Categorietheorie (wiskunde)

Een categorie met objecten X, Y, Z en morfismen f, g

De categorietheorie is een abstract onderdeel van de wiskunde dat zich bezighoudt met het bestuderen van de algemene eigenschappen van wiskundige structuren, door het vergelijken van  wiskundige objecten waartussen structuurbehoudende afbeeldingen, pijlen of morfismen genoemd, zijn gedefinieerd.  Voorbeelden zijn groepen met hun groepshomomorfismen en topologische ruimten met hun continue afbeeldingen. Een dergelijke structuur met objecten en morfismen wordt categorie genoemd.
Een van de eenvoudigste voorbeelden van een categorie is die van een groepoïde. Een groepoïde is een belangrijk concept binnen de topologie dat wordt gedefinieerd als een categorie waarvan alle morfismen inverteerbaar zijn.
Categorieën werden voor het eerst gebruikt door Samuel Eilenberg en Saunders Mac Lane, maar het was Alexander Grothendieck die de wiskundige gemeenschap overtuigde van de voordelen, morfismen onafhankelijk van hun vorm als afbeeldingen tussen verzamelingen te bekijken.

## Categorie
Een categorie wordt opgevat als een klasse van objecten en een klasse van bijhorende morfismen of pijlen. Aan de objecten worden verder geen bijzondere eigenschappen toegekend. Bij elk morfisme behoren twee objecten, de bron en het doel. Grafisch worden objecten meestal als letters voorgesteld en morfismen als pijlen tussen de letters. Morfismen kunnen worden samengesteld: als {\displaystyle f} een morfisme is tussen de objecten {\displaystyle A} en {\displaystyle B}, en {\displaystyle g} is een morfisme tussen de objecen {\displaystyle B} en {\displaystyle C}, dan is {\displaystyle gf} een morfisme tussen {\displaystyle A} en {\displaystyle C}. Bovendien geldt een abstracte vorm van associativiteit voor de morfismen: {\displaystyle (hg)f=h(gf)}. Ten slotte bestaat er tussen ieder object en zichzelf een identiteit, dit is een morfisme waarvan het gegeven object zowel de bron als het doel is, met de eigenschap dat het andere morfismen invariant laat bij linkse en rechtse samenstelling. Het is niet moeilijk te zien dat de identiteit van een object uniek is (stel anders de twee identiteiten samen en kijk naar het resultaat). De identiteit op het object {\displaystyle A} wordt genoteerd als {\displaystyle 1_{A}}.
De formele definitie veronderstelt dus niet dat de objecten verzamelingen zijn, of dat de morfismen afbeeldingen zijn, hoewel dit in de meeste concrete toepassingen wel zo is. Belangrijk is ook dat de objecten van een categorie geen verzameling vormen in formele zin. Zo geeft bijvoorbeeld het begrip "de verzameling van alle verzamelingen" aanleiding tot de russellparadox.

## Functor en natuurlijke transformatie
Belangrijke begrippen in de categorietheorie zijn functor en natuurlijke transformatie. Door middel van wiskundige constructies kunnen verschillende categorieën in elkaar getransformeerd worden. Een dergelijke transformatie heet functor. Een eenvoudig voorbeeld is de vergeetachtige functor, die bijvoorbeeld de categorie van groepen {\displaystyle \mathrm {Grp} } en groepshomomorfismen afbeeldt binnen de categorie van verzamelingen {\displaystyle \mathrm {Set} } en willekeurige afbeeldingen, dus a.h.w. de typische groepsstructuur "vergeet". Natuurlijke transformaties voeren functors over in andere functors met behoud van de interne structuur van de betrokken categorieën.

## Geschiedenis
In de periode 1942-45 introduceerden Samuel Eilenberg en Saunders Mac Lane als eersten categorieën, functors en natuurlijke transformaties als onderdeel van hun werk in de topologie, met name de algebraïsche topologie. Hun werk was een belangrijk onderdeel van de overgang van een intuïtieve en meetkunde homologie naar een axiomatische homologietheorie. Eilenberg en Mac Lane beweerden later dat zij tot een dieper begrip van de natuurlijke transformaties wilden komen. Om dat doel te bereiken was het nodig functors te definiëren en om functors te begrijpen had men weer categorieën nodig. 
Stanislaw Ulam en anderen die namens hem spreken, hebben beweerd dat verwante ideeën in de late jaren 1930 in Polen opgang deden. Eilenberg was Pools, en studeerde wiskunde in het Polen van de jaren 1930. Categorietheorie is in zekere zin ook een voortzetting van het werk van Emmy Noether, een van Mac Lanes leermeesters, over het formaliseren van abstracte processen. Noether besefte dat om inzicht in een soort wiskundige structuur te verkrijgen, het noodzakelijk is om de processen  die deze wiskundige structuren bewaren, te begrijpen. Daartoe stelden Eilenberg en Mac Lane een axiomatische formalisering voor van de relaties tussen wiskundige structuren en de processen die deze structuren behouden. 
De daaropvolgende ontwikkeling van de categorietheorie werd aanvankelijk ingegeven door de computationale behoeften van de homologische algebra, en later door de axiomatische behoeften van de algebraïsche meetkunde, een terrein dat zich het meest verzet had om te worden gefundeerd op een axiomatische verzamelingenleer of op de opvattingen van Russell en Whitehead over een gezamenlijke basis. De algemene categorietheorie, een uitbreiding van de universele algebra, die diverse nieuwe onderdelen heeft, die semantische flexibiliteit en hogere-orde logica toestaat, kwam pas later, en wordt nu toegepast in de hele wiskunde.
Bepaalde categorieën, genaamd topoi (enkelvoud topos), kunnen als basis dienen voor de wiskunde als een alternatief voor een axiomatische verzamelingenleer. Deze fundamentele toepassingen van de categorietheorie zijn redelijk gedetailleerd uitgewerkt als een basis voor, en verantwoording van de constructieve wiskunde. Meer recente inspanningen om doctoraalstudenten met categorieën in aanraking te brengen als een basis voor de wiskunde komen van Lawvere en Rosebrugh (2003) en Lawvere en Schanuel (1997). 
De categorische logica is nu een goed-gedefinieerd gebied dat gebaseerd is op typentheorie voor intuïtionistische logica's, met toepassingen in het functioneel programmeren en de domeintheorie, waar een cartesisch gesloten categorie wordt beschouwd als een niet-syntactische beschrijving van een lambdacalculus. Op zijn minst moet een categorietheoretische taal verduidelijken wat deze verwante gebieden precies (in de abstracte zin des woords) met elkaar gemeen hebben.